# Sonja Sajzor

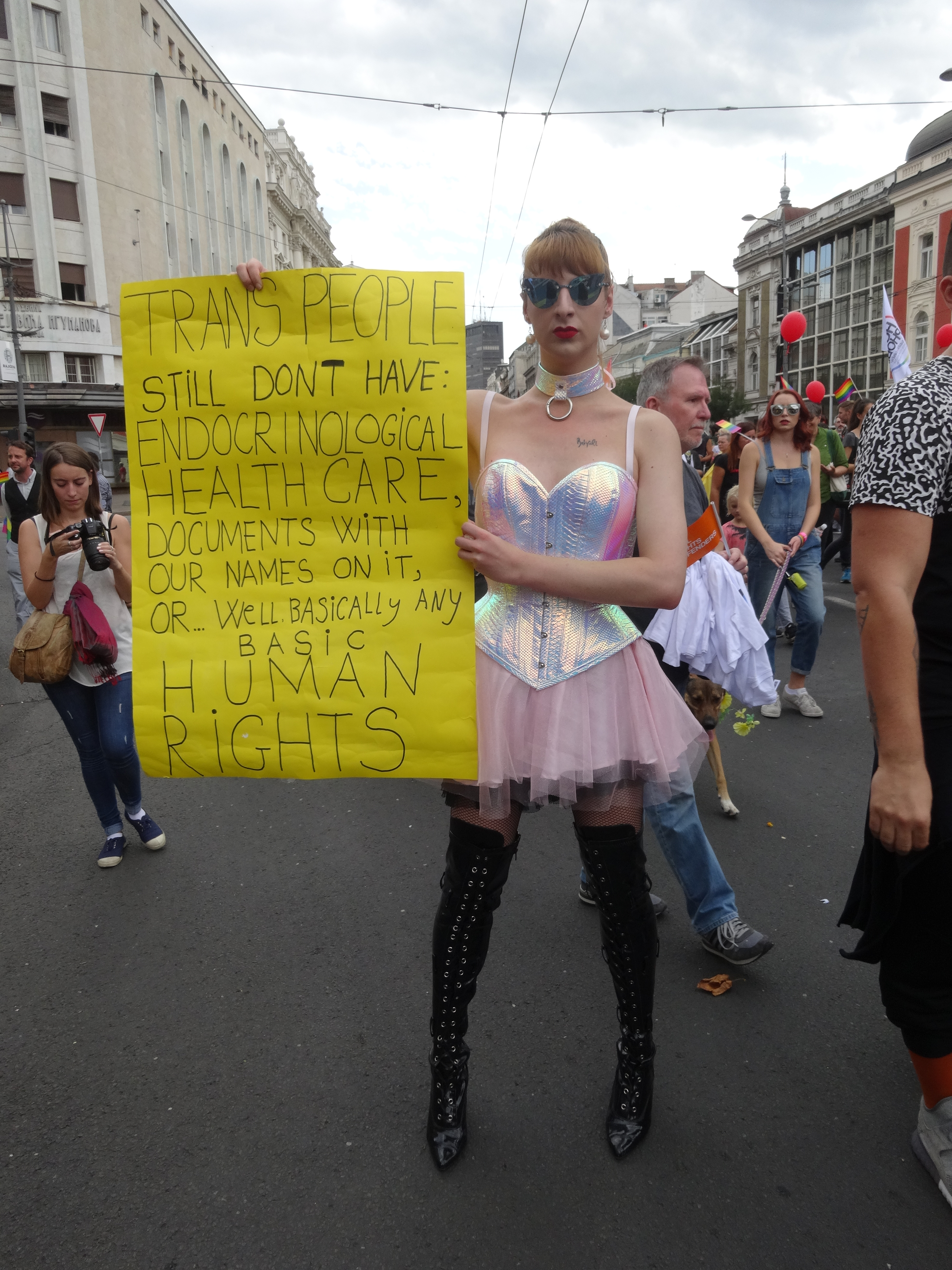
Sonja Sajzor an der Belgrader Pride 2017

Sonja Sajzor (serbisch-kyrillisch Соња Сајзор; geb. am 26. Januar 1993 in Šabac) ist eine serbische DJ, Dark-Wave-Sängerin, Songwriterin und visuelle Künstlerin. Sie wird von manchen als Symbolfigur für die neue queere Bewegung in Serbien gesehen.

## Leben
Sajzor wuchs in Šabac auf, einem kleinen Dorf im Westen Serbiens, das sie selbst als „konservativ“ in Hinsicht auf die gesellschaftliche Situation von LGBT-Personen beschrieb. Sajzor wurde im Alter von 16 Jahren nach ihrem Coming-out als schwuler Mann von ihrer Mutter rausgeworfen und zog anschließend bei einem Mann in Belgrad ein, wo sie begann, sich in der queeren Community zu vernetzen und zu engagieren. Nach vier Monaten wurden sie und ihr Freund in Belgrad auf der Straße physisch angegriffen, weshalb sie in ihr Heimatdorf zurückkehrte und wieder zur Schule ging. Dabei versuchte sie noch einmal, als heterosexuelle und cismännliche Person durchzugehen. In dieser Zeit litt sie unter starken Depressionen.
Sajzor wurde zu einer der ersten zwei Dragqueens in Serbien, als sie ihr Debüt auf Social Media hatte. Sie fing außerdem an, ihre Transition fotografisch zu dokumentieren und diese auf Online-Plattformen auszustellen. Die Fotografien zeigen den Prozess von Sajzors Gender-Suche in einer Zeitspanne von ihren frühen Teeangerjahren bis zu ihren Mittzwanzigern. 
Im März 2014 wurde Sajzor von der kroatischen Sängerin Ida Prester entdeckt, die sie als Videodarstellerin für ihr Musikvideo U Tvojoj Glavi engagierte. Nachdem sie damit mehr Bekanntheit erlangte, ließ sie sich in Belgrad nieder und arbeitete in einer Bar. Im Juli 2015 gründete sie das Kunstkollektiv The Tronic Lab mit dem Ziel, eine Plattform für queere Performances und Drag Queens zu schaffen. Die Veranstaltungen finden normalerweise im Drugstore Club in Belgrad statt.
Ende 2018 veröffentlichte sie ihr Debütalbum als elektronische Musikerin, Prudence. Dabei war Sajzor Autorin der Texte und das Artpop-Duo Ensh beteiligte sich an der Produktion.

## Musik
Als ihre Einflüsse nennt sie „Goth-Punk-Frauen der 70er und 80er“ wie Siouxsie Sioux, Nina Hagen, Lydia Lunch und Lene Lovich. Mit 13 Jahren sah Sajzor einen Auftritt der Scissor Sisters beim Exit-Festival im Fernsehen. Ab diesem Zeitpunkt spürte sie den Drang, selbst mit Drag anzufangen. In ihren Texten geht es um Liebeskummer und unerfüllte Liebesgeschichten.
Sajzor befasste sich schon in jungen Jahren mit elektronischer Musik. Als DJ mischt ihr Musikstil verschiedene Genres wie Dark Witch House, elektronische Indie-Musik und Cyber Pop Culture.

## Diskografie

### Alben
- 2018: Prudence
- 2019: Nocturnal[6]

### Singles
- 2017: Heartbroken ft. Ensh
- 2017: Loner's Lament
- 2018: Fragile Blues
- 2018: All Hell Breaks Loose